# Автоматическое продвижение
Автоматическое продвижение сайтов — мероприятия, направленные на поднятие позиций web сайта в выдаче поисковых систем по конкретным запросам путём улучшения его внешних факторов. Иными словами автоматическое продвижение позволяет получать обратные ссылки при минимальных трудозатратах. Сервисы, позволяющие seo-специалистам осуществлять автоматическое продвижение, называются ссылочными агрегаторами.

## Ссылочные агрегаторы
Ссылочные агрегаторы — это крупные интернет-сервисы, которые, используя определённые алгоритмы, автоматически подбирают для продвигаемого сайта подходящих доноров. В базах данных этих сервисов хранятся тысячи площадок, которые готовы разместить активные гиперссылки на продвигаемый сайт за определённое финансовое вознаграждение, которое предоставляет seo-специалист. Все этапы купли-продажи гиперссылок проходят в автоматическом режиме и не требуют каких-либо действий как со стороны покупателя ссылок, так и со стороны продавца. 
В настоящее время значение ссылочного продвижения web сайтов для поисковых систем сильно снизилось.